# Dendrobeania kurilensis
Dendrobeania kurilensis is een mosdiertjessoort uit de familie van de Bugulidae. De wetenschappelijke naam van de soort is voor het eerst geldig gepubliceerd in 1933 door Okada.